# Ralph Irizarry
Ralph Irizarry (Harlem, 18 de julio de 1954-Brooklyn, 5 de septiembre de 2021) fue un percusionista y músico de sesión estadounidense ganador de un Premio Grammy Latino por el disco Todos Vuelven Live con la agrupación Seis del Solar de Rubén Blades.

## Carrera
Paralelo a su carrera con la agrupación Seis del Solar, el músico obtuvo reconocimiento por su participación en bandas sonoras para producciones de cine y televisión. Durante su carrera realizó giras y grabó con artistas como Harry Belafonte, David Byrne, Celia Cruz, Paquito D'Rivera, Juan Luis Guerra, Earl Klugh, Israel López, Wynton Marsalis y Paul Simon, entre otros. Apareció en la película The Mambo Kings y en documentales como Belafonte's Routes of Rhythm, Como mi ritmo no hay dos y La vida de Rubén Blades.
Irizarry falleció el 5 de septiembre de 2021 a la edad de 67 años en un hospital de Brooklyn debido a un fallo orgánico múltiple causado por la infección bacteriana de sus pulmones que le provocó un choque séptico.

## Discografía
- 1998: Timbalaye
- 2000: Best Kept Secret
- 2004: It's Time
- 2006: Tributo
- 2007: Bailando con Azúcar
- 2007: Tributo
- 2012: Viejos peros Sabrosos
- 2015: 20th Anniversary